# Estadio Osmanlı
El Estadio Osmanlı (en turco: Osmanlı Stadyumu) anteriormente llamado Estadio Yenikent Asaş, es un estadio multiusos ubicado en la ciudad de Ankara, Turquía. El estadio posee una capacidad de 19 600 personas y es utilizado por el club de fútbol Ankaraspor FK que disputa la TFF Segunda División.
Tras la renovación de 2014, el estadio quedó apto con los estándares modernos de la UEFA, las obras de modernización fueron inauguradas el 17 de octubre de 2014, mismo día en que fue rebautizado con su nuevo nombre.